# Coracopsis nigra
Coracopsis nigra е вид птица от семейство Psittrichasiidae.

## Разпространение
Видът е разпространен в Мадагаскар.